# Xylopia frutescens
Xylopia frutescens popularmente conhecida como pindaíba, coagerucu, embira, envira-branca,envira, jererecou, pau de embira, pejerecum, pijerecu, pimento-de-gentio, pimenta-do-sertão, pindaúba 
é uma árvore da família Annonaceae.

## Sinônimos
A espécie Xylopia frutescens possui 5 sinônimos reconhecidos atualmente.
- Diospyros xylopioides Mart. ex Miq.
- Xylopia meridensis Pittier
- Xylopia muricata Vell.
- Xylopia setosa Poir.
- Xylopicrum frutescens (Aubl.) Kuntze